# Destra hegeliana

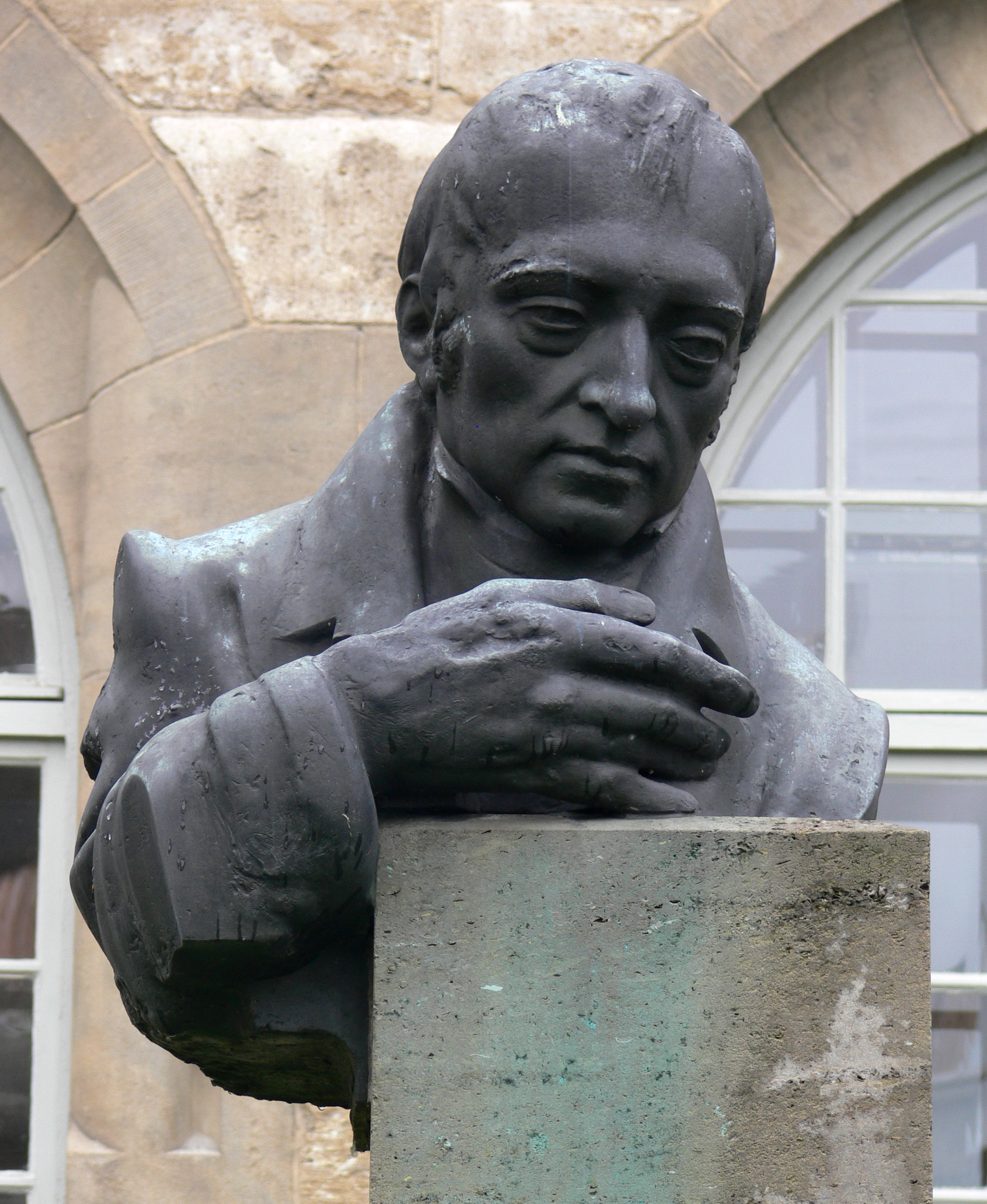
Monumento a G.W. Friedrich Hegel di fronte all'edificio principale dell'Università di Jena

La Destra hegeliana, corrente idealistica detta anche dei «vecchi hegeliani» per i loro intenti restauratori, costituì l'indirizzo di pensiero di quei discepoli di Hegel che interpretarono la dottrina del maestro in senso conservatore, contrapponendosi alla sinistra dei «giovani». Rispetto a quest'ultima avrà tuttavia un ruolo marginale nella storia della filosofia.

## Posizioni religiose
«Destra» e «sinistra», in cui si divise l'hegelismo alla morte del suo fondatore avvenuta nel 1831, furono termini adoperati per la prima volta da David Strauss nel 1837, e ripresi da Karl Ludwig Michelet, ma le prime contrapposizioni tra le due anime della scuola si erano avute già negli anni trenta del XIX secolo, quando Hegel era ancora in vita, e vertevano principalmente su questioni religiose: i più conservatori, fedeli all'ortodossia cristiana, tra cui Weisse, Goeschel, Conradi, sostenevano che l'anima personale dell'essere umano sarebbe sopravvissuta alla morte, contro gli assertori di un panteismo per il quale solo la categoria storica dell'umanità poteva dirsi immortale.
Le posizioni della destra continueranno ad essere di natura essenzialmente religiosa, con tutte le implicazioni filosofiche e politiche che esse comportavano.
In particolare, gli esponenti della destra ritenevano che Hegel avesse inquadrato e convalidato filosoficamente il Cristianesimo, definendone una volta per tutte i concetti fondamentali quali l'immortalità dell'anima, Dio come Persona, la Trinità articolata in Padre, Figlio e Spirito Santo, corrispondenti alle tre tappe della Ragione assoluta: Idea, Natura e Spirito.

### Implicazioni filosofiche

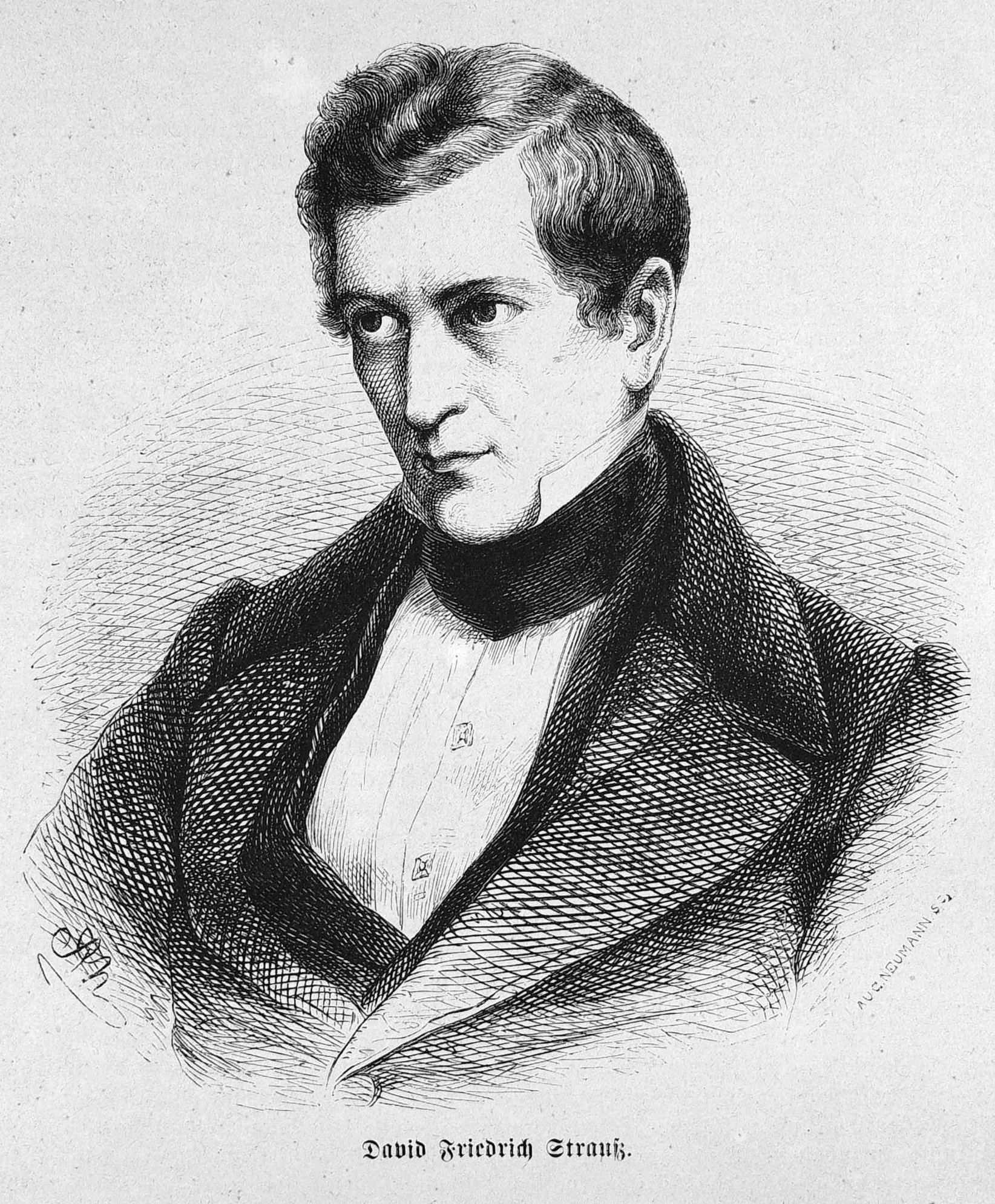
David Strauss

In ambito filosofico, i rappresentanti della destra tendevano a distinguersi dalla sinistra anche riguardo all'interpretazione da dare alla dialettica triadica di Hegel, ritenendo che il momento finale della sintesi costituisse un inveramento e una conferma della tesi iniziale, e dunque la nuova razionalità così raggiunta non comportasse la negazione dell'ordine preesistente come sostenevano i loro oppositori, ma anzi la sua conservazione su un piano più elevato.
Con la pubblicazione poi da parte di Strauss della Vita di Gesù (1835), che rifacendosi alla distinzione hegeliana tra rappresentazione e concetto separava l'aspetto mitologico del Vangelo dalla verità razionale in esso contenuta (riproponendo in un certo senso la dottrina della doppia verità), la destra obiettò duramente come lo stesso Hegel avesse in fondo identificato la rappresentazione con il concetto, in quanto entrambi possedevano il medesimo contenuto, essendo il primo soltanto meno adeguato a esprimerlo rispetto al secondo, e che dunque nella religione e nella filosofia egli aveva affermato la presenza della stessa verità.
Mentre per la sinistra la filosofia costituiva un superamento e una negazione della religione, per la destra la religione esprimeva verità deducibili e perciò convalidate per via filosofica dalla ragione.

### Implicazioni politiche

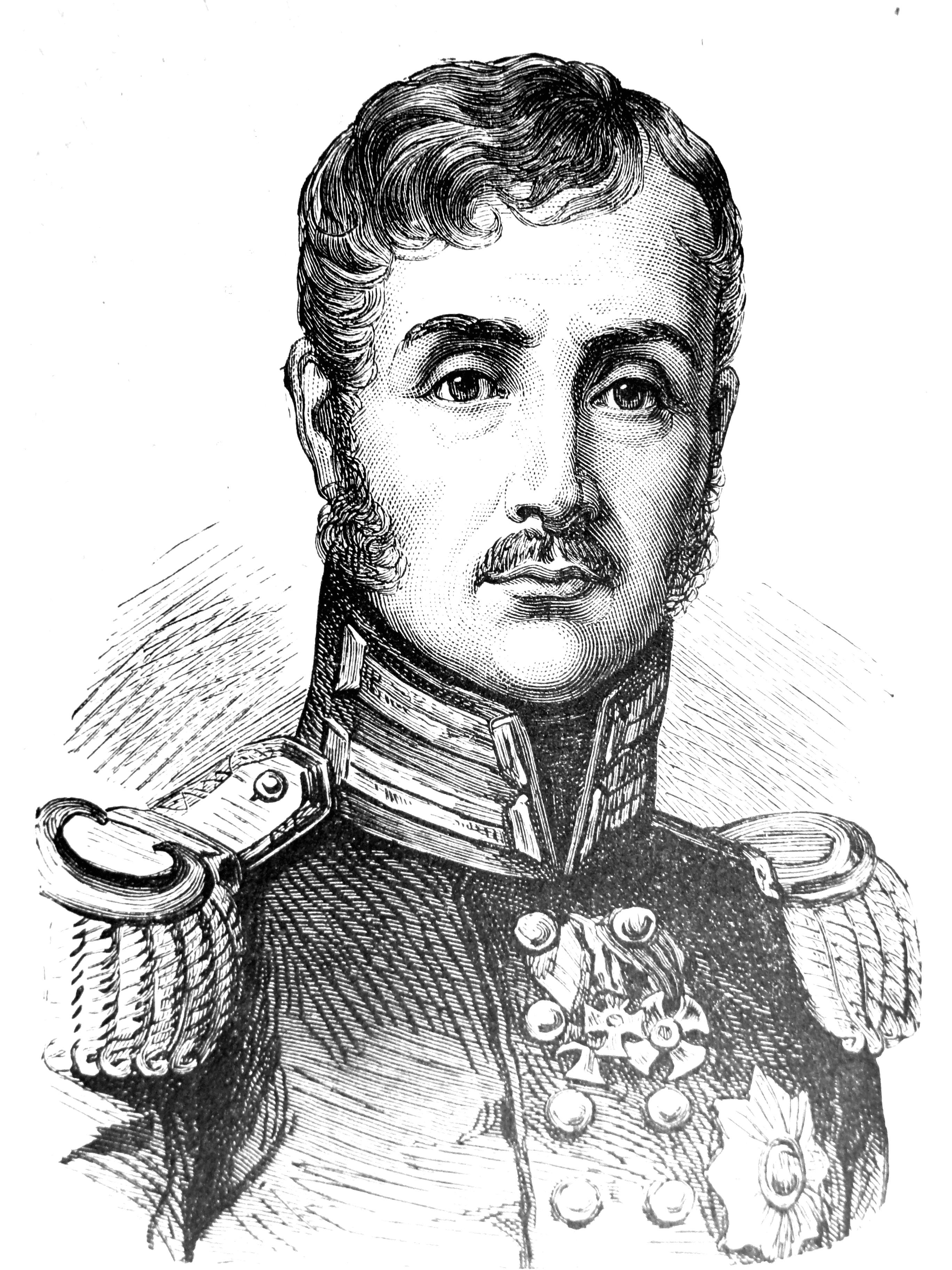
Federico Guglielmo III

La celebre affermazione di Hegel «ciò che è reale è razionale» si traduceva politicamente, per vari esponenti della destra quali Carl F. Göschler, Georg A. Gabler, Julius Schaller, nella difesa dell'ordine costituito, e quindi nell'accettazione della politica restauratrice di Federico Guglielmo III come «razionale».
Lo stesso Hegel, d'altronde, pur avendo parteggiato in gioventù per gli ideali della rivoluzione francese, aveva giustificato l'assolutismo della Prussia facendone lo Stato-guida del momento, in quanto espressione più alta del divenire storico dell'Assoluto.
La concezione della destra risentiva in ogni caso, anche in questo campo, dell'esigenza di salvaguardare i capisaldi del cristianesimo, quello luterano in particolare. La politica del tempo inoltre, fintantoché era considerata contigua alla religione, prendeva spesso da quest'ultima i propri motivi ispiratori.
La mancanza di spinte innovative e l'attestazione su posizioni filosofiche già collaudate riserveranno tuttavia alla destra un posto secondario rispetto alla sinistra negli sviluppi futuri dell'hegelismo.

## Principali esponenti della Destra hegeliana
Nella destra hegeliana rientrano a vario titolo:
- Karl Daub (1765–1836)
- Philipp Konrad Marheineke (1780–1846)
- Carl Friedrich Göschel (1781–1861)
- Kasimir Conradi (1784–1849)
- Georg Andreas Gabler (1786–1853)
- Johannes Schulze (1786–1869)
- Eduard Gans (1798–1839)
- Leopold von Henning (1791–1866)
- Hermann Friedrich (Wilhelm) Hinrichs (1794–1861)
- Karl Schnaase (1798–1875)
- Heinrich Leo (1799–1878)
- Christian Hermann Weisse (1801-1866)
- Ludwig Boumann (1801–1871)
- Karl Ludwig Michelet (1801–1893)
- Heinrich Gustav Hotho (1802–1873)
- Johann Karl Friedrich Rosenkranz (1805–1879)
- Johann Eduard Erdmann (1805–1892)
- Johann Karl Wilhelm Vatke (1806–1882)
- Hans Lassen Martensen (1808–1884)
- Bruno Bauer (1809–1882) solo in una prima fase
- Julius Schaller (1810–1868)
- Eduard Zeller (1814–1908)
- Albert Schwegler (1819–1857)
- Constantin Rößler (1820–1896)
- Kuno Fischer (1824–1907)
- Adolf Lasson (1832–1917)
- Julius Binder (1870–1939)
- Theodor Lorenz Haering (1884–1964)
- Gerhard Dulckeit (1904–1954)
- Karl Larenz (1903–1993)

In Italia può essere considerato espressione della destra hegeliana l'idealismo di Augusto Vera, che reinterpretò la dottrina di Hegel nel senso religioso e trascendente della tradizione cattolica.